# Aleksandr Andréyev
Aleksandr  Fiódorovich  Andréiev (en ruso: Александр Фёдорович Андреев, 10 de diciembre de 1939 - 14 de marzo de 2023)  fue un físico teórico ruso mejor conocido por explicar la reflexión del mismo nombre de Andréiev. 
 Andréiev se educó en el Instituto de Física y Tecnología de Moscú, comenzando en 1959 y se graduó antes de lo previsto en 1961, bajo la tutela de Lev Landau. 
Desde 1979, Andréiev fue profesor en el Instituto de Física y Tecnología de Moscú. Se centró en la física de la superconductividad, líquidos y sólidos cuánticos, fenómenos superficiales y magnetismo.
Andréiev fue vicepresidente de la Academia de Ciencias de Rusia (1991-2013).

## Premios
- 1981 - Miembro correspondiente de la Academia de Ciencias de la URSS
- 1984 - Premio Lomonósov de la Universidad Estatal de Moscú
- 1986 - Premio Lenin (URSS)
- 1987 - Miembro de pleno derecho de la Academia de Ciencias de la URSS
- 1987 - Medalla Carus de la Academia Nacional de Ciencias de Alemania Leopoldina y Premio Carus de Stadt Schweinfurt
- 1992 - Cátedra Lorentz, Universidad de Leiden (Países Bajos)
- 1995 - Premio Simon Memorial, Instituto de Física (Reino Unido)
- 1996 - Miembro honorario del Instituto Ioffe, Academia de Ciencias de Rusia
- 1999 - Medalla de oro Kapitza, Academia de Ciencias de Rusia
- 2001-2002 - Profesor Jubilee, Universidad Tecnológica de Chalmers (Suecia)
- 2002 - Miembro extranjero de la Academia Finlandesa de Ciencias y Letras
- 2002 - Miembro extranjero de la Academia de Ciencias de Georgia
- 2003 - Premio Independiente "Triunfo" (Rusia)
- 2004 - Premio Pomeranchuk [4]
- 2004 - Doctorado honoris causa de la Universidad de Leiden (Países Bajos)
- 2004 - Doctorado honoris causa de la Universidad Estatal de Kazán (Rusia)
- 2005 - Profesor honorario de la Universidad Nacional de Kirguistán
- 2005 - Miembro extranjero de la Academia de Ciencias de Polonia
- 2006 - John Bardeen Prize [5]
- 2008 - Miembro extranjero de la Academia Nacional de Ciencias de Ucrania
- 2011 - Premio Demídov de la Academia de Ciencias de Rusia